# Gespinstblattwespen

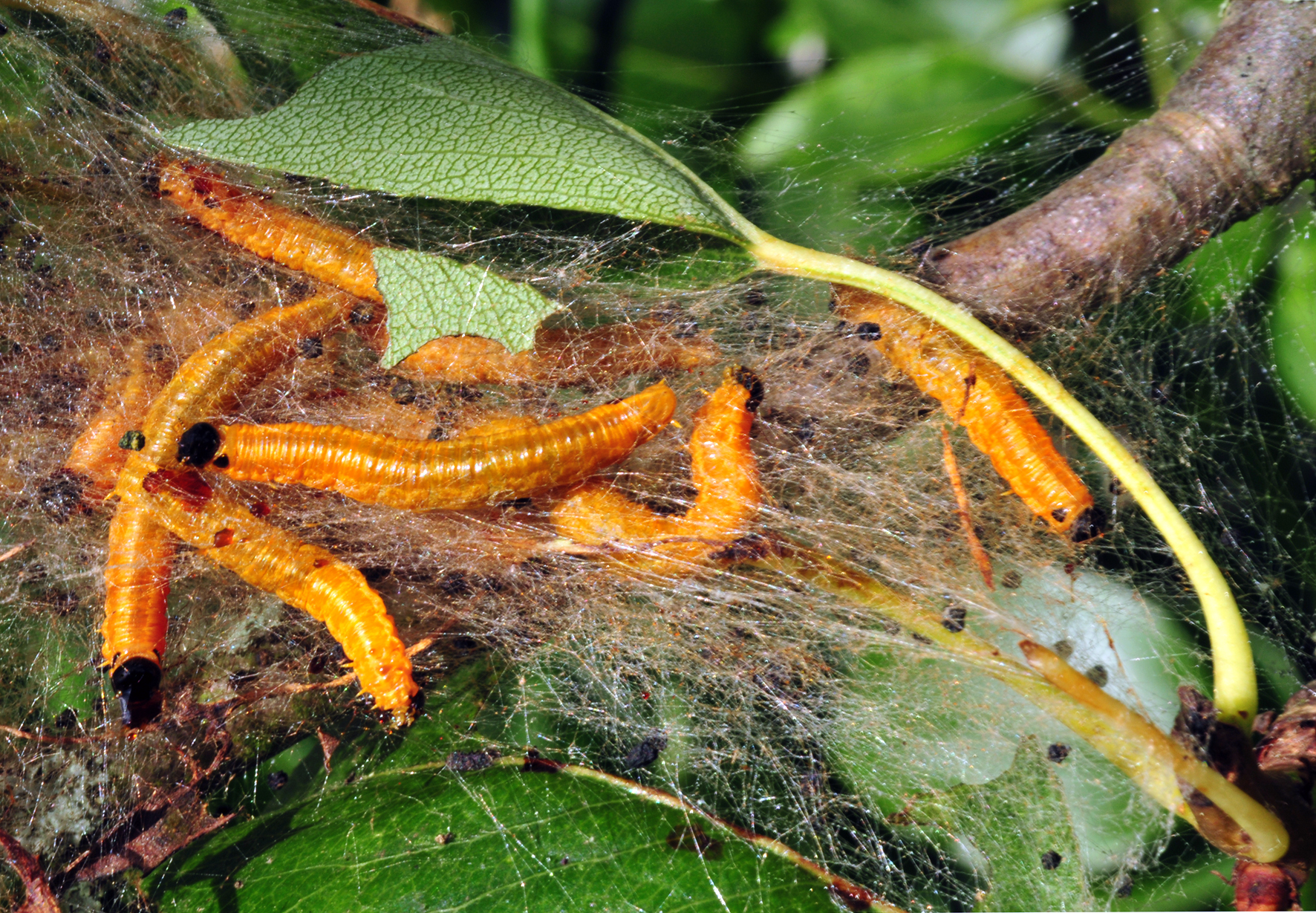
Larven der Birnengespinstblattwespe in ihrem Gespinst.

Die Familie der Gespinstblattwespen (Pamphiliidae) gehört zur Unterordnung der Pflanzenwespen (Symphyta). Zur Familie werden etwa 300 Arten gezählt, wovon 60 in Europa vorkommen, zwei Drittel aller Arten sind aus Ostasien bekannt. Alle Arten leben innerhalb der Holarktis.

## Merkmale
Die Tiere haben einen verhältnismäßig großen Kopf. Die langen Fühler sind fadenförmig und bestehen aus 18 bis 36 Gliedern. Die Mandibeln sind auffallend groß und kräftig. Der Thorax ist dreiteilig; das erste Segment, der Prothorax, ist am Hinterrand nur sehr leicht ausgebuchtet, der Mesothorax groß und kräftig entwickelt, der Metathorax deutlich kleiner. Die Flügel sind groß und reich geadert. Der Hinterleib ist deutlich abgeflacht und breit, die Tergite sind seitlich gekielt; die ersten beiden in der Mitte geteilt. Der Legebohrer der ♀ ist sehr kurz und ragt kaum über das Hinterleibsende hinaus, die männlichen Genitalien sind orthandrisch (nicht gedreht wie bei den meisten anderen Pflanzenwespengruppen).
Viele Arten sind kontrastreich gezeichnet, einige auffallend bunt gefärbt. Die Hauptflugzeit der meisten Arten in Mitteleuropa ist der Mai; die Tiere sind rasante Flieger.
Die Larven haben schlecht ausgebildete Thorakalbeine, ihre Bauchbeine fehlen vollständig. Sie haben siebengliedrige Fühler.

## Lebensweise
Die Weibchen legen ihre Eier einzeln oder in Gruppen an den Futterpflanzen ab, dazu wird ein kleiner Schnitt erzeugt, an welchen die Eier gelegt werden.
Wie die meisten anderen Pflanzenwespen leben die Larven phytophag von den Blättern von Laub- oder Nadelhölzern. Bei einigen Arten leben die Larven gesellig in gemeinsam gesponnenen Gespinsten, in dem sich mit fortschreitender Entwicklung Kot ansammelt, weshalb sie gelegentlich als „Kotsack-Blattwespen“ bezeichnet werden. Bei den meisten Arten leben die Larven aber alleine.
Die Larven aus der Unterfamilie Cephalciinae leben ausschließlich auf Nadelgehölzen aus der Gruppe der Kieferngewächse. Einige Arten können in der Forstwirtschaft Schäden anrichten (Auswahl). Auffallend ist, dass manche Arten bestimmte Alterstadien oder Höhenzonen ihrer Nahrungspflanzen bevorzugen; die Kiefernschonungs-Gespinstblattwespe (Acantholyda erythrocephala) ist regelmäßig nur an jungen Kiefern bis etwa 3 m Höhe zu finden.
Die Larven aus der Unterfamilie Pamphiliinae leben an Bedecktsamern, besonders aus den Familien Rosengewächse, Birkengewächse und Weidengewächse. Zur Aufklärung der Lebensweise der Arten der Gattung Pamphilius haben neben Walter Stritt viele weitere Autoren (Auswahl) beigetragen. Die einzeln lebenden Larven schneiden Blätter ihrer Nahrungspflanzen in Streifen und wickeln sie zu Wohnröhren oder -tüten auf, die sie mit Gespinstfäden fixieren. Solche Röhren sind z. B. an Zitterpappel häufig zu finden – weit häufiger als gemeinhin die zugehörigen Imagines gefunden werden können.
Die Birnen-Gespinstblattwespe, Neurotoma saltuum, die mit ihrer auffälligen Lebensweise gelegentlich als „Schädling“ bezeichnet wird, ist normalerweise sehr selten. Dies trifft auch auf die meisten anderen Arten zu. Allerdings mehren sich Hinweise, dass die behauptete „Seltenheit“ bei einigen europäischen Arten durch ihre Lebensweise in hohen Baumkronen ein Beobachtungsartefakt ist. Auch schon als Schädling genannt wurde Pamphilius silvaticus, eine der wenigen häufigeren Arten der Gattung.
Die Verpuppung findet nicht in einem Kokon, sondern im Erdboden statt, wo die Tiere auch überwintern.

## Gattungen und Arten
- Unterfamilie Cephalciinae
  - Acantholyda (8 Arten), darunter z. B.
    - Kiefernkultur-Gespinstblattwespe (Acantholyda hieroglyphica)
    - Stahlblaue Kiefernschonungs-Gespinstblattwespe (Acantholyda erythrocephala)
    - Gemeine Kiefern-Gespinstblattwespe (Acantholyda posticalis)

  - Caenolyda (mit C. reticulata als einziger europäischer Art)
    - Genetzte Gespinstblattwespe (Caenolyda reticulata)

  - Cephalcia (etwa 13 Arten; Synonym: Lyda)
    - Gemeine Fichten-Gespinstblattwespe (Cephalcia abietis)
- Unterfamilie Pamphiliinae
  - Kelidoptera (1 Art)
  - Neurotoma (5 Arten), darunter z. B.
    - Gesellige Birnen-Gespinstblattwespe (Neurotoma saltuum)
    - Steinobst-Gespinstblattwespe (Neurotoma nemoralis)

  - Onycholyda (2 sehr seltene Arten)
  - Pamphilius (28 Arten), darunter z. B.
    - Pamphilius aurantiacus (früher: neglectus)
    - Pamphilius hortorum
    - Pamphilius marginatus
    - Pamphilius silvaticus

  - Pseudocephaleia (1 Art)

(Quelle:)
Die Gattungen und Arten können mit Viitasaari, M. (2002) bestimmt werden.